# Alambiek

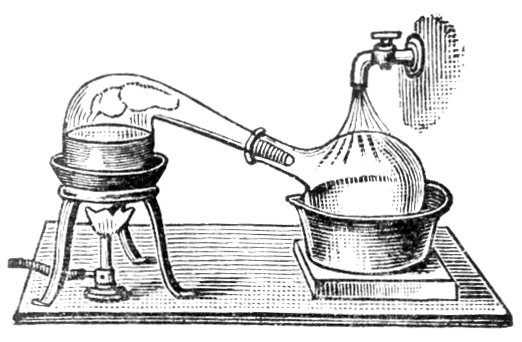
Een alambiek

Schematische voorstelling van een alambiek met waterkoeling

Een alambiek is een type destilleertoestel.
De naam is afgeleid van het Arabische al anbic dat in de pot betekent. De uitvinding van de alambiek wordt dan ook meestal toegeschreven aan de Perzische Jabir ibn Hayyan.
De alambiek was het eerste destilleertoestel dat in Europa werd gebruikt, eerst voornamelijk door alchemisten, later door jeneverstokers en parfumeurs. Ook tegenwoordig wordt sterkedrank nog vaak in een alambiek gestookt. Meestal is deze van koper gemaakt.
Met alambiek wordt meestal een destilleertoestel bedoeld dat niet continu werkt, maar per keer gevuld moet worden met de te destilleren vloeistof.
Een alambiek wordt verwarmd, hierbij verdampen de stoffen met het laagste kookpunt het eerst. De damp wordt afgekoeld en condenseert, waarbij er weer vloeistof ontstaat. Het condensaat vloeit ten gevolge van de zwaartekracht door een tuit of leiding naar een tweede pot of ketel, die wordt gekoeld.
Het destilleertoestel zou zijn naam gegeven hebben aan het Pajots-Brusselse bier Lambiek, het moederbier van Geuze en Krieklambiek.